# ارمنستان در مسابقه آواز یوروویژن نوجوانان ۲۰۱۶
ارمنستان در مسابقه آواز یوروویژن نوجوانان ۲۰۱۶ که در ۲۰ نوامبر ۲۰۱۶ در والتا، مالتا برگزار شد، شرکت کرد. پخش‌کننده ارمنی تلویزیون دولتی ارمنستان (ARMTV) مسئول سازماندهی نمایندگان ارمنستان در این مسابقه بود. آناهیت آدامیان و ماری وردانیان به‌صورت داخلی برای نمایندگی ارمنستان با آهنگ «تاربر» انتخاب شدند.

## پیشینه
پیش از مسابقه ۲۰۱۶، ارمنستان از اولین حضور خود در ۲۰۰۷ تا ۲۰۱۶ نه بار در مسابقه آواز یوروویژن نوجوانان شرکت کرده بود که بهترین نتیجه آن در سال ۲۰۱۰ بود که با آهنگ «Mama»، اجرا شده توسط ولادیمیر آرزومانیان، برنده شد. ارمنستان همچنین میزبان مسابقه آواز یوروویژن نوجوانان در سال ۲۰۱۱ بود که در پایتخت ارمنستان، ایروان، برگزار شد.

## پیش از یوروویژن نوجوانان
من از ماری و آناهیت بسیار الهام گرفتم. آهنگ در ذهن من وقتی که برای اولین بار آن‌ها را ملاقات کردم، در حال شکل‌گیری بود. به محض اینکه تمرین‌ها را شروع کردیم، متوجه شدم که آهنگ به‌طور کامل برای آن‌ها مناسب است. جالب است که چگونه موسیقی می‌تواند دو هنرمند کاملاً متفاوت با صداها و سبک‌های مختلف را متحد کند. فکر می‌کنم ما چیزی بسیار خاص خلق کرده‌ایم!— نیک ایگبیان (آهنگساز آهنگ)
پخش‌کننده ارمنی در ۲۱ ژوئیه ۲۰۱۶ اعلام کرد که ارمنستان در مسابقه‌ای که در ۲۰ نوامبر ۲۰۱۶ در والتا، مالتا برگزار می‌شود، شرکت خواهد کرد. ارمنستان ۱ در ۱۰ اوت ۲۰۱۶ اعلام کرد که آناهیت آدامیان و ماری وردانیان به‌صورت داخلی برای نمایندگی ارمنستان در این مسابقه انتخاب شده‌اند. آهنگ آنها برای این مسابقه، «تاربر»، در تاریخ ۲۸ اکتبر ۲۰۱۶ منتشر شد.

## اطلاعات هنرمند و آهنگ

### آناهیت آدامیان و ماری وردانیان
آناهیت در تابستان ۲۰۰۳ در سوچی، روسیه به دنیا آمد اما ارتباط بسیار محکمی با سرزمین مادری‌اش، ارمنستان، دارد. آناهیت از ۴ سالگی خواندن را شروع کرد. حرفه حرفه‌ای‌اش در سال ۲۰۱۳ آغاز شد، زمانی که در مسابقه صدای بچه‌ها در روسیه شرکت کرد. بعداً آناهیت در مسابقه «نبرد استعدادها» که توسط آهنگساز مشهور جهان ایگور کرتوئی برگزار می‌شد شرکت کرد و به یکی از سه فینالیست آن مسابقه تبدیل شد. بزرگ‌ترین رؤیای آناهیت این بود که بخشی از خانواده یوروویژن شود و در سال ۲۰۱۶ رویایش به حقیقت پیوست!
ماری در آوریل ۲۰۰۳ در واردنیس به دنیا آمد. او اولین گام‌های خود را در موسیقی در سال ۲۰۱۱ برداشت، زمانی که شروع به تحصیل در رشته موسیقی در مدرسه آواز دو، رِ، می کرد. او در مسابقات موسیقی متعددی شرکت کرده است، از جمله جشنواره موسیقی بین‌المللی رنسانس که در آن جایزه بزرگ را دریافت کرد و مسابقه موسیقی دوستی ملت‌ها که در آن مقام اول را کسب کرد.

### تاربر
«تاربر» (ارمنی: Տարբեր) یک آهنگ است که توسط خوانندگان نوجوان ارمنی آناهیت آدامیان و ماری وردانیان اجرا شد. این آهنگ ارمنستان را در مسابقه آواز یوروویژن نوجوانان ۲۰۱۶ نمایندگی کرد. آهنگ توسط نیک ایگبیان و آوت بارسیخیان ساخته و نوشته شده و توسط آناش هوونیان تولید شده است.

## در یوروویژن نوجوانان
در مراسم افتتاحیه و قرعه‌کشی ترتیب اجراها که در تاریخ ۱۴ نوامبر ۲۰۱۶ برگزار شد، ارمنستان به عنوان دومین کشور در تاریخ ۲۰ نوامبر ۲۰۱۶ (پس از ایرلند و پیش از آلبانی) به اجرای آهنگ خود پرداخت. فینال این مسابقه در ارمنستان از شبکه ارمنستان ۱ پخش شد.

### فینال
آناهیت و ماری در طول اجرای آهنگ «تاربر» با گروهی از چهار دختر که در پشت صحنه همراه آن‌ها رقصیدند، اجرا کردند.

### رای‌گیری
در کنفرانس خبری مسابقه آواز یوروویژن نوجوانان ۲۰۱۶ که در استکهلم برگزار شد، گروه مرجع چند تغییر در قالب رای‌گیری برای مسابقه ۲۰۱۶ اعلام کرد. پیش‌تر، امتیازها بر اساس ترکیب ۵۰٪ هیئت داوران ملی و ۵۰٪ رای مردمی (تله‌ووتینگ) داده می‌شد، با یک مجموعه امتیاز دیگر که توسط «هیئت داوران نوجوانانان» اعلام می‌شد. با این حال، سال ۲۰۱۶ امتیازها بر اساس ترکیب ۵۰/۵۰ از هیئت داوران بزرگسالان و هیئت داوران نوجوان هر کشور اعلام می‌شود که توسط سخنگو اعلام خواهد شد. برای اولین بار از آغاز مسابقات، فرایند رای‌گیری بدون تله‌ووتینگ عمومی خواهد بود. پس از این نتایج، سه داور متخصص نیز امتیازهای خود را از ۱ تا ۸، ۱۰ و ۱۲ اعلام خواهند کرد. این داوران حرفه‌ای در یال ۲۰۱۶ عبارتند از: کریستر بیورکمن، مَسد گریمستاد و جدورد.
| امتیاز    | هیئت داوران بزرگسال و متخصص                       | هیئت داوران نوجوانانان      |
| --------- | ------------------------------------------------- | --------------------------- |
| ۱۲ امتیاز | صربستان                                           | - بلاروس - بلغارستان        |
| ۱۰ امتیاز | - بلاروس - اسرائیل - جدورد - مقدونیه شمالی - مالت | - ایتالیا - روسیه - صربستان |
| ۸ امتیاز  | - کریستر بیورکمن - بلغارستان - گرجستان            | - گرجستان - مقدونیه شمالی   |
| ۷ امتیاز  | - قبرس - هلند - روسیه                             | - جمهوری ایرلند - مالت      |
| ۶ امتیاز  |                                                   | - آلبانی - هلند             |
| ۵ امتیاز  | مَسد گریمستاد                                      | - استرالیا - اوکراین        |
| ۴ امتیاز  | - استرالیا - جمهوری ایرلند                        | قبرس                        |
| ۳ امتیاز  |                                                   |                             |
| ۲ امتیاز  | اوکراین                                           |                             |
| ۱ امتیاز  |                                                   |                             |

| امتیاز    | هیئت داوران بزرگسال | هیئت داوران نوجوانانان |
| --------- | ------------------- | ---------------------- |
| ۱۲ امتیاز | گرجستان             | لهستان                 |
| ۱۰ امتیاز | هلند                | گرجستان                |
| ۸ امتیاز  | بلغارستان           | بلاروس                 |
| ۷ امتیاز  | بلاروس              | هلند                   |
| ۶ امتیاز  | روسیه               | مالت                   |
| ۵ امتیاز  | استرالیا            | بلغارستان              |
| ۴ امتیاز  | مالت                | آلبانی                 |
| ۳ امتیاز  | اوکراین             | روسیه                  |
| ۲ امتیاز  | لهستان              | قبرس                   |
| ۱ امتیاز  | ایتالیا             | ایتالیا                |